# Antonio Carannante
Antonio Carannante (Pozzuoli, 23 de junho de 1965) é um ex-futebolista e treinador de futebol italiano que atuava como lateral-esquerdo. Atualmente está sem clube.

## Carreira
Formado nas categorias de base do Napoli, Carannante estreou como profissional em março de 1982, contra o Torino. Não foi utilizado em nenhum jogo em 1982–83 e disputou apenas 2 jogos na temporada seguinte, atuando com mais frequência a partir de 1984–85, mas uma lesão grave no joelho o tirou da temporada 1986–87, que teve o Napoli campeão da Série A e da Copa da Itália.
Emprestado ao Ascoli em 1987, disputou 29 jogos em um ano de clube, voltando ao Napoli no ano seguinte. Fez parte do elenco vice-campeão nacional em 1988–89 e entrou na decisão da Copa da UEFA contra o Stuttgart. Em 1989, é contratado pelo Lecce na negociação envolvendo o zagueiro Marco Baroni, que iria para os Partenopei. Pelos Salentini, Carannante atuou em 71 jogos.
Passou também por Piacenza, Avellino e Nola, onde se aposentou em 1996, com apenas 30 anos.

## Carreira internacional
Entre 1984 e 1986, Carannante disputou 6 jogos pela seleção Sub-21 da Itália, não tendo feito nenhum gol.

## Carreira de treinador
Entre 2002 e 2005, foi técnico das categorias de base do Napoli, que enfrentava uma grave crise financeira antes de entrar em falência e ser rebaixado para a Série C italiana. Treinou ainda Neapolis (onde também foi auxiliar-técnico), Turris (categorias de base) e Gladiator, onde teve 2 passagens.

## Títulos
Napoli
- Campeonato Italiano – Série A: 1986–87[nota 1]
- Copa da Itália: 1986–87[carece de fontes?]
- Copa da UEFA: 1988–89[carece de fontes?]